# Коста И. Арсенијевић
Коста И. Арсенијевић (око 1856 – 3. јануар 1903), у младости социјалиста, типограф, публициста и песник. Сарадник српског социјалисте Светозара Марковића, поборник Париске комуне.
Нема потпуних података о раном животу Косте И. Арсенијевића.

## Присталица Светозара Марковића
Јован Скерлић је за Косту Арсенијевића наводио да је био једини прави радник у кругу присталица Светозара Марковића.
Током 1873-74. године објавио је неколико песама са снажном социјалном тематиком у листу Преодница, часопису социјалиста великошколаца. По престанку излажења овог часописа Коста Арсенијевић наставља да пише социјалне песме и чланке у разним листовима: "Наша слога" 1874, "Фењеру" 1876, "Врзино коло".
По покретању часописа "Мисао" 1882. године социјалистичка омладина изабрала га је за уредника овог свог часописа.
Због својих политичких ставова и објављених радова једно време провео је у пожаревачком затвору.
Био је уредник омладинског листа "Борба" током 1883. године, две године касније уређује радикалски лист "Трећи одјек".

## Учешће у демонстрацијамаЦрвени барјаку Крагујевцу
Током догађаја познатих као Црвени барјак остало је забележено да се Црвени бајрјак који је коришћен у буни и по коме је буна добила име шио у стану Косте Арсенијевића.

## Везе са песником Војиславом Илићем
Био је интиман пријатељ са Војиславом Илићем, који је био и друг из детињства и сусед током живота на Палилули у Београду. Војислав Илић је писао и предговор за никада штампану збирку песама.

## Дела
- Јавна политичка исповест Косте Арсенијевића (1898, Штампарија Петра Танасковића, Београд)
- Великашка борба у Србији свеска 1 (у два тома) (1889, Штампарија Светозара Николића, Београд)
- Великашка борба у Србији део други (1889/1890, Штампарија Светозара Николића, Београд)
- Партије и партаизама - намењено грађанима Србије (1892, сепарат)
- Песме (постхумно, 1978, Народна библиотека Србије)[2]

## Смрт
Разочаран и психички ослабљен живот је окончао самоубиством.